# Heinrich Brück (Politiker)
Heinrich Brück (* 29. August 1815 in Büdesheim; † 14. Oktober 1879 in Worms) war ein deutscher Polizeikommissär und von 1861 bis 1874 Bürgermeister der Stadt Worms.

## Beruflicher Werdegang
Brück war zunächst ein in Worms tätiger Polizeikommissär. Der seinerzeit amtierende Wormser Bürgermeister Ferdinand Eberstadt beanstandete vor dem Gemeinderat im Jahr 1849 Brücks Dienstführung. Eberstadt war der Ansicht, dass unter Brücks Leitung der gesamte Polizeiapparat „äusserst bedürftig versehen werde“. Eberstadt äußerte gegenüber dem Rat seine Ansicht, dass der Posten so schnell wie möglich von einem anderen besetzt werden müsse.
Des Weiteren äußerte der amtierende Bürgermeister Eberstadt gegenüber dem Rat, dass das Gehalt, welches Brück bis dahin bezog, nicht länger an ihn ausbezahlt werden soll, sondern „zweckmäßiger und besser“ verwendet werden müsste. Zu diesem Zeitpunkt ging bereits das Gerücht herum, dass Brück selbst an seiner Anstellung als Polizeikommissär kein weiteres Interesse mehr hätte und stattdessen nach einer neuen beruflichen Herausforderung suche. Hinter diesem Gerücht befand sich sicher auch ein Stück Wahrheit, denn wie sich kurze Zeit später herausstellen sollte, war Brück bereits mit einer finanziell gut gestellten verwitweten Tochter eines Müllers liiert, die er kurz darauf heiratete.
Trotz der laufenden Gerüchte und der Äußerungen von Eberstadt im Gemeinderat, welche sich gegen ihn richteten, behielt Brück sein Amt als Polizeikommissär bei, auch wohl deshalb, weil sich die politischen Verhältnisse mittlerweile in einem Sinne geändert hatten, die ihm zusagten. Brück sprach sich in der Folge gegen eine Umwandlung der politischen Vereinigungen „Demokratenverein“ und „Bürgerverein“ in Unterstützungsvereine aus, da es ihm lieber gewesen wäre, wenn diese Vereinigungen aufgelöst würden, statt ihnen einem neuen Zweck zuzuordnen.
Es folgte im Jahr 1861 seine Wahl zum Gemeinderatsmitglied und kurz darauf auch seine Ernennung zum Bürgermeister.

## Amtszeit als Bürgermeister von Worms
Brück behielt seine konservative Einstellung auch nach seiner Ernennung zum Bürgermeister bei. Den Wunsch einiger Mitglieder des Gemeinderates, die Sitzungen öffentlich zu halten, wies er zurück. Auch erstickte Brück den Versuch im Keim, als der Rat an seiner Führung Kritik äußern wollte. Brück war der Ansicht, dass der Rat dem Bürgermeister nicht vorgesetzt sei und diesem demnach weder Weisung noch Tadel gestattet sei.
In Brücks Amtszeit, die mit 12 Jahren wesentlich länger als die seiner Amtsvorgänger ausfiel, fielen zahlreiche Veränderungen, die zum einen aus der Bürgerschaft initiiert wurden, als auch aus nennenswerten Ideen anderer Politiker des kommunalen Umfelds. Da die Stadt Worms jedoch finanziell äußert abhängig war, zogen sich wichtige Änderungen etwas in die Länge.
Trotz dieser Widrigkeiten gelang es Brück, in seiner Amtszeit wichtige Änderungen durchzusetzen. Zu nennen sind unter anderem neu angelegte Straßen zwischen der Stadtmauer und dem Bahngelände. Auch neu angelegte Wohngebiete fielen in Brücks Amtszeit, beispielsweise das Areal zwischen der Carmeliterstraße (der heutigen Wilhelm-Leuschner-Straße), der Hundsgasse (die heutige Siegfriedstraße) und der Gaustraße. In diesem Areal entstanden später auch Schulgebäude, die bereits zu Brücks Amtszeit in die Planungen eingeflossen sind. Brücks Wirken als Bürgermeister ist die erfolgreiche Vermittlung zwischen der finanziell mittellosen Stadt und den Anwohnern zuzugestehen, die, anstelle der Stadt, die höchsten finanziellen Lasten dieser Maßnahmen schulterten.
Heinrich Brück starb 1879 in Worms.